# دميتري بوخاروف
دميتري بوخاروف(بالروسية: Дмитрий Бочаров) (ولد في 20 أكتوبر 1982 في نوفوسيبيرسك) لاعب شطرنج روسي يحمل لقب أستاذ كبير.

## الإنجازات
- حصل على لقب أستاذ كبير عام 2003.
- فاز ببطولة روسيا للشطرنج الخاطف عام 2015.
- بلغ تصنيف إيلو خاصته 2583 نقطة في يناير 2018.

## روابط خارجية
- دميتري بوخاروف على موقع الاتحاد الدولي للشطرنج (الإنجليزية)
- دميتري بوخاروف على موقع مباريات الشطرنج (الإنجليزية)
- دميتري بوخاروف على موقع 365Chess.com (الإنجليزية)
- دميتري بوخاروف على موقع Chesstempo.com (الإنجليزية)